# 찰스 레인
찰스 레인(Charles Lane, 1905년 1월 26일 ~ 2007년 7월 9일)는 미국의 배우, 텔레비전 배우, 영화배우이다.

## 영화
- 장미의 표적 (1993년)
- 파시 (1993년)
- 두 색깔의 사나이 (1991년)
- 천사와 사랑을 (1987년)
- 배니싱 아메리카 (1986년)
- 천사의 비명 (1986년)
- 머피의 로맨스 (1985년)
- 낯선 침입자 (1983년)
- 스트레인지 비헤비어 (1981년)
- 비버리 힐빌리즈 - TV 영화 (1981년)
- 리틀 드래곤 (1980년)
- 무비 무비 (1978년)
- 악몽 (1976년)
- 너의 토끼를 알게 되다 (1972년)
- 아리스토캣 (1970년)
- 난쟁이 왕국 (1967년)
- 어글리 닥스훈트 (1966년)
- 빌리 (1965년)
- 파파스 델리케이트 컨디션 (1964년)
- 카펫베거 (1964년)
- 아내는 요술쟁이 (1964년)
- 루킹 포 러브 (1964년)
- 이웃 만들기 (1964년)
- 매드 매드 대소동 (1963년)
- 뮤직 맨 (1962년)
- 벗 낫 포 미 (1959년)
- 선생님의 애완 동물 (1958년)
- 탑 시크릿 어페어 (1957년)
- 디즈니랜드 (1954년) - 미스터 파이퍼 역
- 어페어 오브 도비 길리스 (1953년)
- 왈가닥 루시 (1951년)
- 히어 컴스 더 그룸 (1951년)
- 러브 댓 브루트 (1950년)
- 라이딩 하이 (1950년)
- 엄마는 신입생 (1949년)
- 스테이트 오브 더 유니온 (1948년)
- 문라이징 (1948년)
- 리빙 인 어 빅 웨이 (1947년)
- 5번가에서 생긴 일 (1947년)
- 농부의 딸 (1947년)
- 스웰 가이 (1946년)
- 멋진 인생 (1946년)
- 브로드웨이 (1942년)
- 영웅의 여자 (1942년)
- 뉴욕으로 간 타잔 (1942년)
- 볼 오브 파이어 (1941년)
- 블루스의 탄생 (1941년)
- 인간 에디슨 (1940년)
- 리듬 온 더 리버 (1940년)
- 이츠 어 데이트 (1940년)
- 자니 아폴로 (1940년)
- 데이 올 컴 아웃 (1939년)
- 로즈 오브 워싱턴 스퀘어 (1939년)
- 세컨드 피들 (1939년)
- 스미스씨 워싱톤 가다 (1939년)
- 파리의 분노 (1938년)
- 켄터키 (1938년)
- 우리 집의 낙원 (1938년) - 윌버 G. 헨더슨 - IRS 요원 역
- 데인저-러브 앳 워크 (1937년)
- 시카고 (1937년)
- 쓰리 멘 온 어 호스 (1936년) - 크리너 역
- 투 포 투나잇 (1935년)
- 트웬티 밀리언 스윗하트 (1934년)
- 뉴욕행 열차 20세기 (1934년) - 맥스 제이콥스 역
- 42번가 (1933년)
- 스마트 머니 (1931년)
- 맨하튼 퍼레이드 (1931년)
- 새디 톰슨 (1928년)
- 바바라 워스의 승리 (1926년)
- 로몰라 (1924년)
- 지킬 박사와 하이드씨 (1920년)